# Polska Hokej Liga (2017/2018)
Polska Hokej Liga 2017/2018 – 63. edycja ekstraligi polskiej oraz 83 sezon rozgrywek o mistrzostwo Polski w hokeju na lodzie.
W sezonie 2017/2018 wystąpi jedenaście klubów, a więc tyle samo co w poprzednim sezonie. Beniaminkiem jest drużyna Naprzodu Janów, która zwyciężyła w rozgrywkach I ligi. Tytułu mistrza Polski broni zespół MKS ComArch Cracovii. Przed inauguracją rozgrywek ligowych zostanie rozegrany po raz czwarty mecz o Superpuchar Polski, w którym wystąpią ComArch Cracovia i GKS Tychy.
Sezon zasadniczy rozpocznie się we wrześniu 2017 roku i potrwa do lutego 2018 roku. Sezon zasadniczy będzie się składał z czterech rund spotkań, w którym każdy klub rozegra po 40 meczów. Nie będzie obowiązywał już przepis o podziale drużyn na grupy słabszą i silniejszą.
W rundzie play-off zapewniony udział będą miały drużyny z miejsc 1-6. Natomiast pozostałe cztery kluby z miejsc 7-10 o udział w play-off, będą rywalizować w systemie do dwóch zwycięstw. Przegrani zagrają o utrzymanie
Spotkania PHL nadal będą transmitowane przez stację TVP Sport, a także przez telewizje internetowe.

## Uczestnicy rozgrywek
W sezonie 2017/2018 uprawnionych do gry w Polskiej Hokej Lidze było jedenaście klubów. Dziesięć z poprzedniego sezonu oraz zwycięzca I ligi Naprzód Janów, natomiast z ligi spadła drużyna Nesty Mires Toruń. Do 31 maja kluby zobowiązane były do złożenia dokumentacji w celu uzyskania licencji na grę w lidze. Dokumenty w terminie złożyły wszystkie drużyny.. Po weryfikacji przez komisję licencyjną PZHL licencje otrzymały kolejno kluby Comarch Cracovia, GKS Tychy i Naprzód Janów, JKH GKS Jastrzębie, Tauron KH GKS Katowice, PGE Orlik Opole, Unia Oświęcim, TatrySki Podhale Nowy Targ, Tempish Polonia Bytom i jako ostatni MH Automatyka Gdańsk. Procesu licencyjnego nie przechodziła drużyna SMS PZHL, która z racji swojego statusu ma coroczny zapewniony udział w lidze.
W głosowaniu z 19 czerwca 2017 przedstawiciele klubów opowiedzieli się niejednogłośnie przeciw przyjęciu do PHL czeskiej drużyny HC Poruba, którego władze zgłosiły akces do polskich rozgrywek. Przed procesem licencyjnym wolę starania się o miejsce w PHL, co nie zostało zakończone powodzeniem, wyrazili przedstawiciele klubów KS Toruń HSA (zdegradowany w sezonie 2016/2017) oraz nie uczestniczące aktualnie w rozgrywkach ligowych STS Sanok i Academy 1928 KTH Krynica.
|     | Kluby w sezonie 2017/2018     |
| --- | ----------------------------- |
| 1.  | MKS ComArch Cracovia          |
| 2.  | GKS Tychy                     |
| 3.  | TMH Tempish Polonia Bytom     |
| 4.  | KH TatrySki Podhale Nowy Targ |
| 5.  | PGE Orlik Opole               |
| 6.  | JKH GKS Jastrzębie            |
| 7.  | KS Unia Oświęcim              |
| 8.  | KH Tauron GKS Katowice        |
| 9.  | MH Automatyka Gdańsk          |
| 10. | SMS PZHL U20 Sosnowiec        |
| 11. | Naprzód Janów                 |

### Informacje o klubach
Przed startem nowego sezonu w kilku klubach doszło do zmiany trenerów. W drużynie Podhala Nowy Targ po rocznej dyskwalifikacji nałożonej przez Wydział Gier i Dyscypliny PZHL na ławkę trenerską wrócił Marek Ziętara. W GKS Tychy na początku maja rozwiązano umowę z dotychczasowym szkoleniowcem Jiřím Šejbą. Jego następcą został Białorusin Andrej Husau. W Orliku Opole szkoleniowcem został Jacek Szopiński, który zastąpił na tym stanowisku Kanadyjczyka Douga McKaya. Szopiński prowadził już wcześniej klub z Opola w latach 2013-2016. Pod koniec czerwca w drużynie GKS Katowice zakontraktowano nowego trenera. Kanadyjczyk Tom Coolen zastąpił na tym stanowisku Jacka Płachtę, z którym klub nie przedłużył umowy. Na swoich stanowiskach pozostali Róbert Kaláber trener JKH GKS Jastrzębie, Rudolf Roháček opiekun ComArch Cracovii, Tomasz Demkowicz szkoleniowiec Polonii Bytom oraz Josef Doboš z Unii Oświęcim. W maju z funkcji prezesa klubu KS Unia Oświęcim zrezygnował Ryszard Skórka, który sprawował tę funkcję przez 3 lata.
Sezon 2016/2017 był ostatnim, w którym brała udział drużyna SMS PZHL U20 z siedzibą w Sosnowcu, zaś w 2017 placówka dydaktyczna została przeniesiona do Katowic-Janowa.
| Klub                       | Prezes klubu             | Główny trener     | Asystent trenera    | Kapitan drużyny   |
| -------------------------- | ------------------------ | ----------------- | ------------------- | ----------------- |
| ComArch Cracovia           | Janusz Filipiak          | Rudolf Roháček    | Dominik Salamon     | Maciej Kruczek    |
| Tauron KH GKS Katowice     | Przemysław Plisz         | Tom Coolen        | Piotr Sarnik        | Tomasz Malasiński |
| GKS Tychy                  | Wojciech Matczak         | Andrej Husau      | Krzysztof Majkowski | Michał Kotlorz    |
| JKH GKS Jastrzębie         | Kazimierz Szynal         | Róbert Kaláber    | Rafał Bernacki      | Łukasz Nalewajka  |
| Anteo Naprzód Janów        | Janusz Grycner           | Josef Doboš       | Adrian Parzyszek    | Marek Pohl        |
| PGE Orlik Opole            | Dariusz Sułek            | Jacek Szopiński   |                     | Sebastian Szydło  |
| Tempish Polonia Bytom      | Andrzej Banaszczak       | Aleš Totter       | Andrzej Secemski    |                   |
| SMS PZHL U20 Katowice      | Dawid Chwałka, Adam Fras | David Leger       | Grzegorz Klich      |                   |
| MH Automatyka Gdańsk       | Bartosz Purzyński        | Andrej Kawalou    | Robert Błażowski    |                   |
| TatrySki Podhale Nowy Targ | Agata Michalska          | Andriej Parfionow |                     | Marcin Kolusz     |
| KS Unia Oświęcim           | Bożena Fraś              | Jiří Šejba        |                     |                   |

Zmiany
1. Drużynę Polonii od początku sezonu prowadzili Tomasz Demkowicz i Zbigniew Szydłowski, którzy w połowie października 2017 zostali zwolnieni, a ich miejsce zajęli Andrzej Secemski i Mariusz Kieca[24][25][26]. W połowie lutego 2018 głównym trenerem został Czech Aleš Totter, a jako jego asystent został wskazany Andrzej Secemski[27].
2. Trenerem Unii od początku sezonu był Czech Josef Doboš, który został zwolniony 23 października 2017, a jego miejsce zajął wówczas tymczasowo Witold Magiera[28][29]. 8 listopada 2017 nowym szkoleniowcem Unii został Jiří Šejba[30].
3. Trenerem Naprzodu od początku sezonu był Adrian Parzyszek. 8 listopada 2017 nowym szkoleniowcem drużyny został Josef Doboš, a Parzyszek został jego asystentem[31].
4. Asystentem głównego trenera Cracovii od początku sezonu był Mariusz Dulęba, którego miejsce w połowie listopada 2017 zajął Dominik Salamon[32].
5. Trenerem Podhala od początku sezonu był Marek Ziętara, który 18 listopada 2017 złożył dymisję ze stanowiska[33]. Jego następcą tymczasowo był M. Rączka, a 4 grudnia 2017 nowym głównym trenerem został Łotysz Aleksandrs Beļavskis[34]. Asystentem Beļavskisa pozostawał M. Rączka do drugiej połowy stycznia 2018[35], a na początku lutego 2018 funkcję tę objął Andriej Parfionow[36]. Po pierwszym meczu półfinałowym 10 marca 2018 Aleksandrs Beļavskis został odsunięty przez władze klubu od prowadzenia zespołu, a obowiązki głównego trenera przejął Andriej Parfionow[37][38].

## Sezon zasadniczy

### Tabela sezonu zasadniczego
| Msc. | Zespół                        | M  | Pkt | W  | WPD | WPK | PPD | PPK | P  | G + | G - | +/-  |
| ---- | ----------------------------- | -- | --- | -- | --- | --- | --- | --- | -- | --- | --- | ---- |
| 1.   | GKS Tychy                     | 38 | 97  | 29 | 1   | 1   | 2   | 4   | 1  | 189 | 71  | +118 |
| 2.   | KH Tauron GKS Katowice        | 38 | 82  | 23 | 1   | 3   | 4   | 1   | 6  | 175 | 105 | +70  |
| 3.   | MKS ComArch Cracovia          | 38 | 75  | 22 | 0   | 3   | 1   | 2   | 10 | 164 | 90  | +74  |
| 4.   | KH TatrySki Podhale Nowy Targ | 38 | 70  | 22 | 1   | 0   | 1   | 1   | 13 | 135 | 100 | +35  |
| 5.   | JKH GKS Jastrzębie            | 38 | 67  | 18 | 3   | 2   | 1   | 2   | 12 | 128 | 86  | +42  |
| 6.   | KS Unia Oświęcim              | 38 | 54  | 14 | 2   | 2   | 1   | 3   | 16 | 133 | 130 | +3   |
| 7.   | PGE Orlik Opole               | 38 | 53  | 13 | 4   | 2   | 1   | 1   | 17 | 118 | 107 | +11  |
| 8.   | MH Automatyka Gdańsk          | 38 | 47  | 14 | 0   | 2   | 1   | 0   | 21 | 109 | 136 | -27  |
| 9.   | TMH Tempish Polonia Bytom     | 38 | 35  | 9  | 2   | 0   | 3   | 1   | 23 | 110 | 175 | -65  |
| 10.  | Anteo Naprzód Janów           | 38 | 20  | 5  | 1   | 1   | 0   | 1   | 30 | 88  | 211 | -123 |
| 11.  | SMS PZHL U20 Katowice         | 20 | 0   | 0  | 0   | 0   | 0   | 0   | 20 | 18  | 156 | -138 |

Legenda:

Msc. = lokata w tabeli, M = liczba rozegranych spotkań, Pkt = Liczba zdobytych punktów, W = Liczba meczów wygranych, WPD = Liczba meczów wygranych po dogrywce, WPK = Liczba meczów wygranych po karnych, PPD = Liczba meczów przegranych po dogrywce, PPK = Liczba meczów przegranych po karnych, P = Liczba meczów przegranych, G+ = Gole strzelone, G- = Gole stracone, +/- = Bilans bramkowy

      = Awans bezpośredni do fazy play-off      = Rywalizacja o dwa miejsca w fazie play-off      = Drużyna SMS planowo rozegrała 20 meczów rundy zasadniczej

## Faza play-off
W sezonie 2017/2018 po raz pierwszy w historii polskiej ekstraligi wprowadzono etap kwalifikacji do play-off. Zgodnie z nowym zasadami po sezonie zasadniczym bezpośredni awans do fazy play-off uzyskały drużyny z miejsc 1-6. Zespoły z miejsc 7-10 zostały zakwalifikowane do fazy kwalifikacyjnej do play-off. W myśli regulaminu stworzono pary według zajętych miejsc (7 i 10 oraz 8 i 9), w których drużyny rywalizowały o awans do play-off.
Pre play-off (18, 20, 22 lutego):
- PGE Orlik Opole – Anteo Naprzód Janów 2:1
  - PGE Orlik Opole – Anteo Naprzód Janów 12:5 (6:0, 3:1, 3:4)
  - Anteo Naprzód Janów – PGE Orlik Opole 3:2 (1:1, 2:0, 0:1)
  - PGE Orlik Opole – Anteo Naprzód Janów 4:2 (1:0, 0:1, 3:0)
- MH Automatyka Gdańsk – TMH Tempish Polonia Bytom 0:2
  - MH Automatyka Gdańsk – TMH Tempish Polonia Bytom 2:3 (0:1, 1:0, 1:2)
  - TMH Tempish Polonia Bytom – MH Automatyka Gdańsk 4:0 (1:0, 0:0, 3:0)

Ćwierćfinały (24, 25, 28 lutego, 1, 6, 8 marca):
- GKS Tychy – TMH Tempish Polonia Bytom 4:0
  -  GKS Tychy – TMH Tempish Polonia Bytom 8:3 (2:0, 2:2, 4:1)
  - GKS Tychy – TMH Tempish Polonia Bytom 4:0 (2:0, 0:0, 2:0)
  - TMH Tempish Polonia Bytom – GKS Tychy 1:3 (1:1, 0:0, 0:2)
  - TMH Tempish Polonia Bytom – GKS Tychy 3:7 (0:4, 0:1, 3:2)
- KH Tauron GKS Katowice – PGE Orlik Opole 4:0
  - KH Tauron GKS Katowice – PGE Orlik Opole 5:0 (2:0, 1:0, 2:0)
  - KH Tauron GKS Katowice – PGE Orlik Opole 5:0 (2:0, 1:0, 2:0)
  - PGE Orlik Opole – KH Tauron GKS Katowice 2:8 (0:1, 2:4, 0:3)
  -  PGE Orlik Opole – KH Tauron GKS Katowice 0:5 (0:0, 0:4, 0:1)
- MKS ComArch Cracovia – KS Unia Oświęcim 4:2
  - MKS ComArch Cracovia – KS Unia Oświęcim 9:2 (3:1, 3:0, 3:1)
  - MKS ComArch Cracovia – KS Unia Oświęcim 5:2 (0:2, 1:0, 4:0)
  - KS Unia Oświęcim – MKS ComArch Cracovia 4:1 (2:0, 0:0, 2:1)
  - KS Unia Oświęcim – MKS ComArch Cracovia 3:2 (3:0, 0:2, 0:0)
  -  MKS ComArch Cracovia – KS Unia Oświęcim 4:1 (2:1, 0:0, 2:0)
  - KS Unia Oświęcim – MKS ComArch Cracovia 3:4 d. (1:2, 1:0, 1:1, d. 0:1)
- KH TatrySki Podhale Nowy Targ – JKH GKS Jastrzębie 4:3
  - KH TatrySki Podhale Nowy Targ – JKH GKS Jastrzębie 4:1 (1:0, 2:1, 1:0)
  -  KH TatrySki Podhale Nowy Targ – JKH GKS Jastrzębie 2:0 (1:0, 0:0, 1:0)
  - JKH GKS Jastrzębie – KH TatrySki Podhale Nowy Targ 1:0 (0:0, 0:0, 0:0, d. 0:0, k. 1:0)
  - JKH GKS Jastrzębie – KH TatrySki Podhale Nowy Targ 4:2 (1:0, 3:2, 0:0)
  - KH TatrySki Podhale Nowy Targ – JKH GKS Jastrzębie 1:4 (0:2, 1:2, 0:0)
  -  JKH GKS Jastrzębie – KH TatrySki Podhale Nowy Targ 3:4 (2:1, 0:1, 1:2)
  - KH TatrySki Podhale Nowy Targ – JKH GKS Jastrzębie 3:2 k. (1:0, 0:1, 1:1, d. 0:0, k. 2:1)

Półfinały
- GKS Tychy – KH TatrySki Podhale Nowy Targ 4:1 (10, 11, 14, 15, 18 marca):
  -  GKS Tychy – KH TatrySki Podhale Nowy Targ 4:0 (1:0, 0:0, 3:0)
  - GKS Tychy – KH TatrySki Podhale Nowy Targ 3:1 (0:1, 1:0, 2:0)
  -  KH TatrySki Podhale Nowy Targ – GKS Tychy 5:2 (0:0, 2:0, 3:2)
  - KH TatrySki Podhale Nowy Targ – GKS Tychy 2:3 (1:1, 1:1, 0:1)
  - GKS Tychy – KH TatrySki Podhale Nowy Targ 6:4 (5:1, 1:1, 0:2)
- KH Tauron GKS Katowice – MKS ComArch Cracovia 4:1 (11, 12, 15, 16, 19 marca):
  - KH Tauron GKS Katowice – MKS ComArch Cracovia 5:3 (2:2, 3:0, 0:1)
  -  KH Tauron GKS Katowice – MKS ComArch Cracovia 4:2 (0:0, 4:2, 0:0)
  - MKS ComArch Cracovia – KH Tauron GKS Katowice 4:3 (2:0, 2:1, 0:2)
  -  MKS ComArch Cracovia – KH Tauron GKS Katowice 1:2 d. (0:0, 1:1, 0:0, d. 0:1)
  -  KH Tauron GKS Katowice – MKS ComArch Cracovia 4:1 (1:0, 1:1, 2:0)

Finał
- GKS Tychy – KH Tauron GKS Katowice 4:1 (21, 22, 25, 25, 29 marca):
  -  GKS Tychy – KH Tauron GKS Katowice 5:0 (1:0, 2:0, 2:0)
  -  GKS Tychy – KH Tauron GKS Katowice 6:0 (3:0, 2:0, 1:0)
  -  KH Tauron GKS Katowice – GKS Tychy 3:4 (2:1, 0:1, 1:2)
  -  KH Tauron GKS Katowice – GKS Tychy 5:2 (2:0, 2:1, 1:1)
  -  GKS Tychy – KH Tauron GKS Katowice 2:1 d. (1:0, 0:1, 0:0, d. 1:0)

Rywalizacja o brązowy medal (21, 23 marca):
- MKS ComArch Cracovia – KH TatrySki Podhale Nowy Targ 0:2
  - MKS ComArch Cracovia – KH TatrySki Podhale Nowy Targ 3:4 d. (0:1, 1:1, 2:1, d. 0:1)
  - KH TatrySki Podhale Nowy Targ – MKS ComArch Cracovia 5:4 k. (1:1, 2:0, 1:3, d. 0:0, k. 2:0)

Play-out – o utrzymanie (3, 4, 10, 11, 16 marca):
- MH Automatyka Gdańsk  – Anteo Naprzód Janów 4:1
  - MH Automatyka Gdańsk  – Anteo Naprzód Janów 5:4 d. (1:0, 0:1, 3:3, d. 1:0)
  - MH Automatyka Gdańsk  – Anteo Naprzód Janów 3:2 (0:1, 2:1, 1:0)
  - Anteo Naprzód Janów – MH Automatyka Gdańsk 1:2 (0:1, 1:0, 0:1)
  - Anteo Naprzód Janów – MH Automatyka Gdańsk 4:3 k. (1:1, 2:0, 0:2, d. 0:0, k. 2:0)
  - MH Automatyka Gdańsk  – Anteo Naprzód Janów 1:0 d. (0:0, 0:0, 0:0, d. 1:0)

## Końcowa kolejność
| Lp. | Drużyna                       | Uwagi |
| --- | ----------------------------- | --- |
| 1.  | GKS Tychy                     | Zdobywca Pucharu Polski 2017. Pierwsze miejsce po sezonie zasadniczym. Kwalifikacja do Hokejowej Ligi Mistrzów 2018/2019 |
| 2.  | Tauron KH GKS Katowice        | Kwalifikacja do Pucharu Kontynentalnego 2018/2019                                                                        |
| 3.  | KH TatrySki Podhale Nowy Targ | |
| 4.  | MKS ComArch Cracovia          | Obrońca tytułu. Zdobywca Superpucharu Polski 2017.                                                                       |
| 5.  | JKH GKS Jastrzębie            | |
| 6.  | KS Unia Oświęcim              | |
| 7.  | PGE Orlik Opole               | |
| 8.  | TMH Tempish Polonia Bytom     | |
| 9.  | MH Automatyka Gdańsk          | |
| 10. | Naprzód Janów                 | Degradacja do I ligi 2018/2019                                                                                           |
| 11. | SMS PZHL U20 Katowice         | Miejsce drużyny SMS w rozgrywkach nie wpływa na jej status ligowy.                                                       |

## Inne informacje
- Pod koniec lutego 2018 pojawiły się informacje o zainteresowaniu Ministerstwa Sportu i Turystyki finansami Polskiego Związku Hokeja na Lodzie, w tym wydatkowaniem państwowych środków[39][40]. Wkrótce potem, 27 lutego 2018 dotychczasowy prezes PZHL, Dawid Chwałka, ustąpił ze stanowiska[41]. W dniu 16 marca 2018 na stanowisko prezesa zarządu PZHL na czas do wyborów w 2020 został wybrany Piotr Demiańczuk[42]. Ponadto w drugiej połowie marca 2018 dotychczasowego prezesa zarządu spółki z o. o. PHL Janusza Wierzbowskiego zastąpił Mirosław Minkina[43].
- W trakcie trwającego sezonu 27 lutego 2018 została powołana dotychczas nieobsadzona funkcja Arbitra Dyscyplinarnego PZHL, którym został dr Jakub Kosowski (pracownik naukowy Uniwersytetu Marii Curie-Skłodowskiej w Lublinie[44], od 2013 także sędzia dyscyplinarny Polskiego Związku Koszykówki[45]), zaś jego decyzję były poddane krytyce zarówno w prasie (Bogdan Nather, „Dziennik Sport”)[46], jak i w środowisku hokejowym (były sędzia międzynarodowy Jacek Chadziński)[47]. Dyskusyjna była kara nałożony ma czeskiego zawodnika Cracovii, Petra Kalusa, który w pierwszym meczu półfinałowym play-off zaatakował Patryka Wronkę z GKS Katowice: w trakcie spotkania napastnik otrzymał karę większą oraz karę meczu (5 + 20 min.)[48], a po złożeniu wniosku przez władze katowickiego klubu został ukarany decyzją Arbitra Dyscyplinarnego PZHL karą 10 dni dyskwalifikacji oraz karą pieniężną w wysokości 3000 zł.[49][50]. Po złożeniu odwołania przez M. Kalusa decyzją Komisji Odwoławczej PZHL nałożona na niego kara została zmniejszona do 1 dnia, oznaczając dyskwalifikację na jeden mecz[51][52]. W odniesieniu do innego zdarzenia w ww. meczu Arbiter Dyscyplinarny umorzył sprawę uderzenia w nałożony na głowę kask Petra Kalusa dłonią przez jedną z osób zasiadających na widowni hali w Katowicach[53].